# Sukey
Sukey est une organisation apparue en Grande-Bretagne le 28 janvier 2011 dans le but d’améliorer la communication entre les participants aux manifestations d’étudiants.

## Description
Le premier objectif était de contrer la tactique d’encerclement (kettling) par la police en recueillant des informations, en les coordonnant puis en les retransmettant aux étudiants. Le nom de Sukey vient d’une comptine dans laquelle Sukey est une personne qui enlève la bouilloire de la gazinière – « kettle » signifie « bouilloire » en anglais, et c’est aussi le nom de la tactique d’encerclement mise en œuvre par la police par exemple à Lyon lors des manifestations contre la réforme des retraites (l'idée étant de maintenir les manifestants bouillants à l'écart pour que leur violence éventuelle ne puisse trouver à s'exercer). 
Sukey a été fondé par des étudiants du University College London, Sam Carlisle et Sam Gaus. Il utilise un logiciel permettant de coordonner une carte électronique d’une manifestations qui peut être consultée via un site en ligne accessible depuis un smartphone. Sukey a été utilisé pour la première fois pour une manifestation à Londres contre l’abolition de certaines bourses (Education Maintenance Allowance) le 29 janvier 2011 (Occupy movement). D’après un article paru dans le Guardian rédigé par un journaliste présent au QG de Sukey ce jour-là, Sukey pourrait bien avoir aidé à éviter aux étudiants de se faire encercler.
Sukey est un service gratuit qui permet aux manifestants d’être en sécurité, mobiles, et de recevoir des informations pendant les manifestations. Ce système aide les manifestants pacifiques à toujours savoir ce qui se passe autour d’eux et à éviter les zones de tension et les violences. 
Pendant une manifestation, Sukey fournit des informations en temps réel sur le comportement de la police et des autres manifestants, informations accessibles sur les téléphones portables. Sukey reçoit ses informations directement des manifestants par twitter, facebook, et utilise également les sms, la radio et la télévision. Les informations une fois validées sont renvoyées aux manifestants sur leurs portables et leurs smartphones. Ils peuvent ainsi prendre des décisions basées sur des informations fiables et récentes. Les personnes qui suivent la manifestation depuis chez elles peuvent recevoir des informations en direct. 
Sukey est sorti le 28 janvier 2011 et a été testé sur le terrain pendant la manifestation pacifique des étudiants à Londres le lendemain. La presse a souligné que Sukey a permis de faire en sorte que cette manifestation reste pacifique alors qu’à Manchester et Édimbourg il y a eu de gros problèmes le même jour